# Karimama
Karimama è una città situata nel dipartimento di Alibori nello Stato del Benin con 47 083 abitanti (stima 2006).

## Geografia fisica
Karimana confina a nord e ad est con il Niger, a sud con Malanville e a sud-ovest con Banikoara. Ad Ovest con il Burkina Faso.
Il territorio del suo comune occupa la parte più settentrionale del paese e sorge sul fiume Niger.

## Amministrazione
Il comune è formato dai seguenti 5 arrondissement composti da 18 villaggi più i quartieri della città:
- Birni-Lafia
- Bogo-Bogo
- Karimama
- Kompa
- Monsey

## Società

### Religione
La maggioranza della popolazione è di religione musulmana (91,3%), seguita da religioni locali e dal cattolicesimo (1,5%).

## Economia
Per quanto riguarda il comparto agricolo è rilevante la coltivazione del cotone. Nel territorio comunale sono presenti giacimenti di ferro, nichel, zinco, piombo e cobalto

### Turismo
Il Palazzo Reale e le tombe dei fondatori del Regno di Karimana sono le più importanti attrazioni turistiche della città insieme ai numerosi parchi regionali e nazionali e alle Isole degli Uccelli sul fiume Niger.